# Pterophorus aliubasignum
Pterophorus aliubasignum – gatunek motyla z rodziny piórolotkowatych.
Gatunek ten został opisany w 2000 roku przez Ceesa Gielisa.
Motyl znany tylko z 2 okazów samic o rozpiętości skrzydeł 22-23 mm. Głowa i tułów srebrzystobiałe. Tylne odnóża o ciemnych wierzchołkach ostróg i ostatnich trzech członach stóp. Skrzydła srebrzystobiałe z kropkami ciemnych łusek i z szarymi łatkami na strzępinie. Narządy rozrodcze samic o wąskim ostium, wąsko-rurkowatym antrum i vesica seminalis krótszym od torebki kopulacyjnej. Ta ostatnia wyposażona jest w signa złożone z dwóch płytek opatrzonych kolcami.
Owad znany wyłącznie z indonezyjskiej Papui Zachodniej.